# Ámer Abd ar-Rahmán
Ámer Abd ar-Rahmán Abdullah Hussein Al Hamadi (arabul: عامر عبد الرحمن عبد الله حسين الحمادي) (Abu-Dzabi, 1989. július 3. –) a nemzetközi médiában Amer Abdulrahman, Egyesült Arab Emírségek-beli válogatott labdarúgó, az élvonalbeli el-Ajn középpályása.

## Pályafutása

### A válogatottban
Részt vett az Egyesült Arab Emírségek válogatottjával a 2012-es nyári olimpián, mindhárom csoportmérkőzésen pályára lépett.
2015-ben ismét bekerült az Egyesült Arab Emírségek Ázsia-kupára induló keretébe. Az Ausztráliában megrendezett tornán harmadik helyen végeztek.